# Ange-Jacques Gabriel
Ange-Jacques Gabriel (ur. 23 października 1698 w Paryżu, zm. 4 stycznia 1782 tamże) – francuski architekt, przedstawiciel klasycyzmu francuskiego w XVIII wieku.

## Życiorys
W 1742 został nadwornym architektem króla Ludwika XV. Był uczniem Jules Hardouin-Mansarta oraz członkiem Akademii Architektury.
Jego głównymi pracami był pałacyk Petit Trianon w Wersalu, zbudowany 1762-64 dla pani Madame Pompadour, opera w pałacu wersalskim w roku 1751, plac Ludwika XV (obecnie Zgody, 1755-1775) w Paryżu, dokończenie budowy katedr w Orleanie i La Rochelle, École Militaire w Paryżu, ermitaż w Fontainebleau, wnętrza wielu pałaców królewskich, m.in. w Compiègne, Wersalu, Marly, Dijon, Choisy-le-Roi, Fontainebleau.